# 야시 초프라

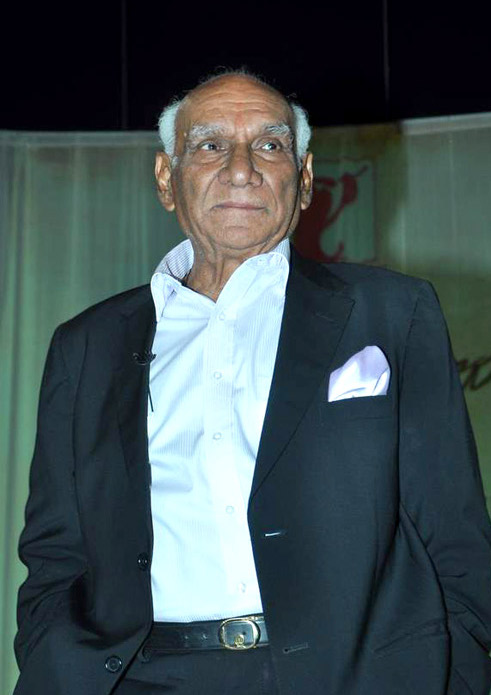
야시 초프라

야시 초프라(Yash Chopra, 1932년 9월 27일 ~ 2012년 10월 21일)는 인도의 영화 감독, 영화 제작자이다. 아들로는 우데이 초프라, 아디트야 초프라가 있다. 2012년 뎅기열 합병증에 따른 장기부전으로 사망했다.